# Плосское сельское поселение
Плосское се́льское поселе́ние или муниципальное образование «Плосское» — упразднённое муниципальное образование со статусом сельского поселения в составе Устьянского муниципального района Архангельской области России.
Соответствует административно-территориальной единице в Устьянском районе — Плосскому сельсовету.
Административный центр — деревня Левоплосская.

## География
Сельское поселение находится в центре Устьянского муниципального района на реке Устья, севернее Строевского сельского поселения.

## История
Муниципальное образование было образовано законом от 23 сентября 2004 года.
В сентябре 2022 года сельское поселение и остальные поселения муниципального района были упразднены и преобразованы путём их объединения в Устьянский муниципальный округ.

## Население
| 2006 | 2010 | 2011 | 2012 | 2013 | 2014 | 2015 |
| ---- | ---- | ---- | ---- | ---- | ---- | ---- |
| 1022 | ↘665 | ↘663 | ↘635 | ↘576 | ↘551 | ↘508 |
| 2016 | 2017 | 2018 | 2019 | 2020 | 2021 |      |
| ↘495 | ↘488 | ↘465 | ↘438 | ↘424 | ↘410 |      |

## Населённые пункты
На территории поселения находятся:
- Исаевская
- Карповская
- Левогорочная
- Левоплосская
- Михалёвская
- Михеевская
- Окатовская
- Пирятинская
- Правогорочная
- Правоплосская
- Студенец